# Twelve Apostles (USA)
Die Twelve Apostles waren ein Dutzend US-Diplomaten im Dienstrang Vice Consul in Französisch-Nordafrika, welche den Verbrauch, von den aus den USA importierten Gütern, von Juni 1941 bis zur Operation Torch am 8. November 1942, beobachteten. Zu Beginn des Zweiten Weltkrieges war die Versorgungssituation der Bevölkerung in Französisch-Nordafrika schlecht. Von den im Hafen von Marseille umgeschlagenen Gütern erhielt das Deutsche Reich im Durchschnitt 80 Prozent, 100 Prozent der Erze und getrockneten Früchte sowie 80 Prozent des Getreides. Die US-Regierung sah im Warenhandel einen Einstieg nach Französisch-Nordafrika, während Winston Churchill die Weiterleitung der Waren in den unmittelbaren Machtbereich des Deutschen Reichs sah. Bei Verhandlungen zwischen Robert Murphy und Maxime Weygand wurde vereinbart, dass zwölf zusätzliche Vize-Consuls den Verbleib der aus den USA importierten Waren beobachten. Ihnen war innerhalb des französischen Machtbereichs in Nordafrika Bewegungsfreiheit zugesichert worden. Die Vice-Consuls konnten französisch und waren dem Office of the Coordinator of Information, das von William Joseph Donovan geleitet wurde, unterstellt.
Das erste Kontingent der Beobachter hatte folgende Zusammensetzung:
1. Sidney L. Bartlett
2. Charles Denby Wilkes, Sohn von Charles Wilkes
3. David Wooster King, war von Juni 1941 bis November 1942 in Casablanca. Als das US-Konsulat in Casablanca von Garde Mobile umstellt war, entwich er aus dem Konsulat und warnte, bevor er von den französischen Behörden festgenommen wurde, den Generalkonsul, den Codeschlüssel zu verbrennen.
4. W. Stafford Reid, war von Juni 1941 bis 1943 U.S. Vice Consul in Casablanca, wo er eine Funkanlage installierte.
5. John Crawford Knox (* 10. Februar 1910 in Omaha, Nebraska; † 21. Januar 1990) war von Juni 1941 bis September 1942 in Algier stationiert, wo er zur Einrichtung einer Funkanlage beitrug.[1]
6. Ridgway Brewster Knight, war im Oran stationiert.
7. John Ellington Utter, († 10. September 1980 in Paris) Harwadabsolvent, 1930 Angestellter der National City Bank of New York in Paris, war in Casablanca stationiert, später Tunis, Kairo und Paris, Teilnehmer der Pariser Friedenskonferenz 1946, Vorsitzender der Kommission aus Vertretern der vier Supermächte, welche über die Zukunft der italienischen Kolonie Libyen befanden, 1950 leitete er die Abteilung Afrika im State Departement.[2]
8. Harry Adsit Woodruff (* 29. Januar 1903 in Fort Wright, Washington; † 12. Januar 1952 in Brooklyn, New York)
9. Leland L. Rounds war von Juni 1941 bis November 1942 in Oran stationiert, wo er zur Einrichtung einer Funkanlage beitrug.
10. John H. Boyd wurde in Algier stationiert
11. Franklin O. Canfield (* 1910), Harvardabsolvent, Rechtsanwalt bei Sullivan & Cromwell in Paris, rekrutierte für die Operation Jedburgh; nach 1945 war er Justiziar von Standard Oil, 1966 wurde er Direktor der Banque de Paris et des Pays-Bas für Nordamerika.
12. Donald Q. Coster (* 1908; † 8. Juni 1984 im American Hospital of Paris) wurde 1942 durch Gordon H. Browne, Cambridge, Massachusetts, ersetzt.[3]
13. Kenneth Pendar war in Marrakesch akkreditiert, als ihn Charles Noguès im Juni 1942 ausweisen ließ, ging er nach Algier, wo er im August 1942 eine Funkanlage installierte. Am 7. November 1942 brachte er eine Botschaft von François Darlan zum französischen Hauptquartier, welche eine Feuerpause für die französischen Truppen anordnete.

Später berufene Beobachter waren:
- Frederic Paul Culbert war in Dakar akkreditiert und war von Juni 1941 bis Dezember 1942 in Casablanca, wo er zur Einrichtung einer Funkanlage beitrug.
- L. Pittman Springs († 15. December 1957 in Blue Ridge Summit, Pennsylvania) trat 1920 in Cherbourg in den auswärtigen Dienst, 1922 Dakar, 1941 Tunis akkreditiert und ab August 1941 in Algier wurde 1957 in den Ruhestand versetzt.
- Lloyd Victor Jacquet

Sidney L. Bartlett, Charles Denby Wilkes, Franklin O. Canfield und Donald Q. Coster, traten noch 1941 von ihren Ämtern zurück und wurden ersetzt durch:
- Gordon H. Browne war am US-Konsulat in Tanger akkreditiert. In der Nacht vom 7. auf den 8. November 1942 betrieb er am Oran Tafraoui Airport vier Stunden unter Beschuss eine Funkanlage, die Lagemeldungen einer Fallschirmjägereinheit machte.
- George R. Hull, Werbefachmann Automobilbranche
- William Douglas Read
- Harry P. Blank, Jr.

Die französischen Behörden erteilten William Joseph Donovan auf Weisung der Waffenstillstandskommission Wiesbaden kein Visum. Die Einweisung der Vice-Consuls übernahm Robert M. Solborg von der ARMCO-Steel Company. François Darlan wurde am 24. Dezember 1942 durch Fernand Bonnier de La Chapelle, einem Mitglied der Résistance der Formation von Henri d'Astier de La Vigerie getötet.
Henri Giraud erhielt daraufhin das Kommando über die französischen Truppen in Nord- und Westafrika und ließ Fernand Bonnier de La Chapelle am 26. Dezember 1942 standrechtlich erschießen.
Giraud ließ 27 Angehörige der Jedburgh-Sondereinheiten, die angeleitet durch einen Apostel die Einnahme von Algier erleichtert hatten, ohne Reaktion von Robert Murphy in ein südalgerisches Konzentrationslager in der Sahara verbringen.
Der formale Auftrag der Apostles, Handelsbeobachtung, war mit der Operation Torch nicht erledigt.
Die Banque marocaine pour le commerce et l'industrie hatte im Februar 1943 versucht, nahezu 0,75 Millionen US-Dollar in das von der Wehrmacht besetzte Frankreich zu transferieren, was von den von Henri Giraud geleiteten Behörden unterbunden wurde.
Im Comité français de la Libération nationale forderte Charles de Gaulle den Rücktritt von Charles Noguès. Nach einer schriftlichen Aufforderung durch Henri Giraud trat Charles Noguès am 5. Juni 1943 zurück.